# Acanthurus mata
Acanthurus mata – gatunek morskiej ryby okoniokształtnej z rodziny pokolcowatych (Acanthuridae). Ze względu na to, że dorasta do 50 cm długości, rzadko spotykana w akwariach morskich.

## Występowanie
Gatunek pospolity na rafach koralowych Morza Czerwonego, Oceanu Indyjskiego i Pacyfiku. Zwykle spotykana na głębokości od 5 do 45 metrów, często w mętnej wodzie, przy skałach.

## Budowa
Osiąga długość do 50 cm. Ubarwienie ciała niebieskawo-brązowe z cienkimi prążkami i żółtą obwódką wokół oczu.

## Biologia i ekologia
Ryba terytorialna. Żywi się zooplanktonem.